# Шайдуріха
Шайдурі́ха (рос. Шайдуриха) — село у складі Нев'янського міського округу Свердловської області.
Населення — 446 осіб (2010, 420 у 2002).
Національний склад станом на 2002 рік: росіяни — 87 %.